# Rumpler
Rumpler (Румплер) — з 1921 року німецький виробник літаків та автомобілів. Штаб-квартира знаходиться в Берліні. У 1923 році ліцензію на продукцію Rumpler купує компанія Benz. У 1931 році компанія припинила виробництво автомобілів.

## Едмунд Румплер

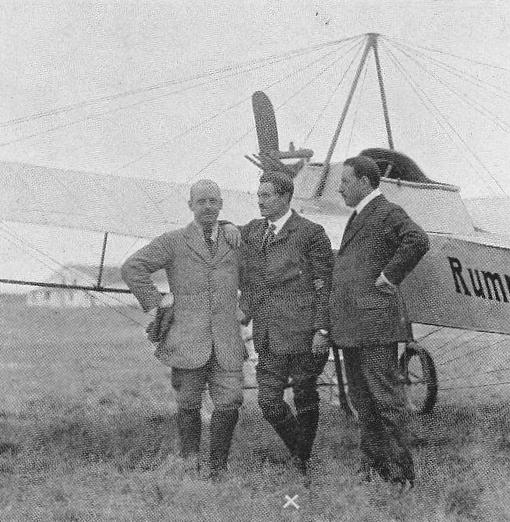
Едмунд Румплер на фото посередині

Едмунд Румплер народився в 1872 році у Відні.
У віці 25 років він об'єднує зусилля з Ганцом Ледвінкою при побудові автомобіля Nesseldorf Präsident (майбутня «Татра», а Ледвінка — її головний інженер на довгі роки).
У 1900 році влаштовується в «Даймлер Моторен Гезельшафт», звідки і 1902 році йде на пост головного інженера в «Адлер». Працюючи на «Адлер», він винаходить і патентує «маятникові осі», які потім будуть широко використовуватися на «Фольсваген Жук», «Порше 911» або «Корвейр» від «Шевроле».
У 1907 році йде з «Адлера» і створює своє бюро. У 1908 році захоплюється авіацією, і в 1910 починає випускати за ліцензією Ігнатца Етріха літаки моделі «Голуб» («Taube»), стаючи першим виробником літаків у Німеччині, потім він будує перший німецький літак з мотором V8, вони широко використовувалися в Першій світовій.
З приходом нацистів до влади його кар'єра валиться, бо він був євреєм, хоч за наказом Герінга самого Едмунда не чіпають, але його дружині доводиться іммігрувати з країни.
Помер від серцевого нападу в 1940 році, багато його записів та ідей було знищено нацистами після його смерті.

## Початок автомобільного виробництва

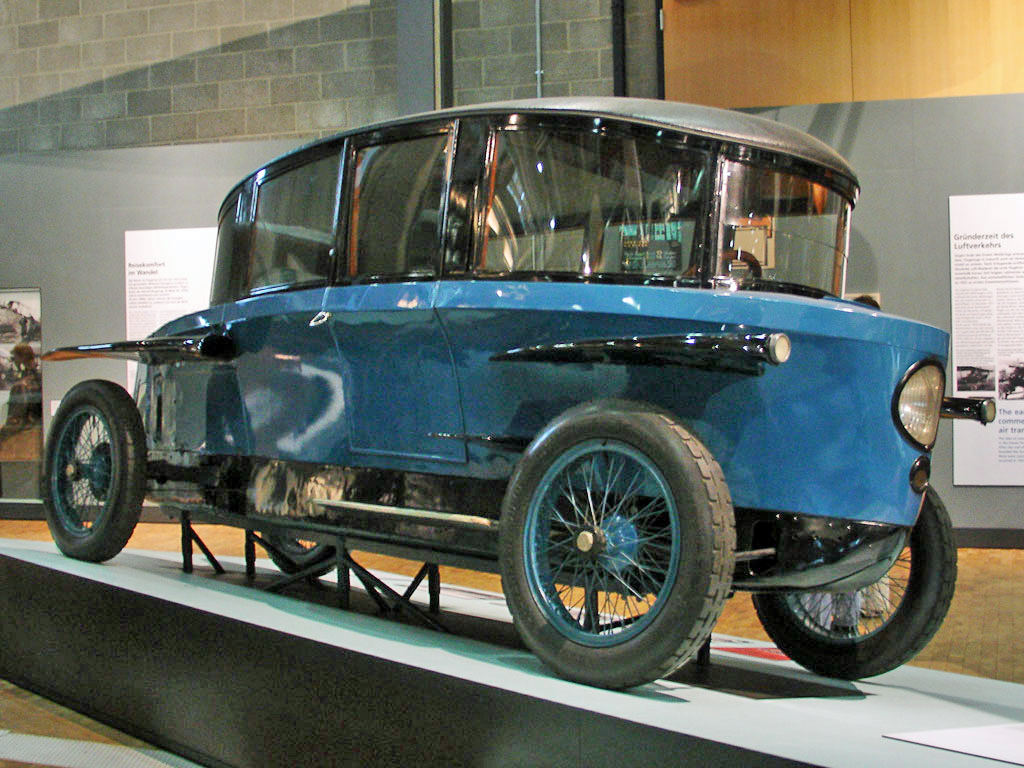
Rumpler Tropfenwagen

Після Першої світової Румплер відомий як авіапромисловець, але Румплер, що починав кар'єру автомобільним конструктором, не забув про автомобілі. І в 1921 році представляє на виставці в Берліні своє авто, в якому він застосував свої знання в авіації — Tropfenwagen, або «Краплеподібний автомобіль».
Автомобіль має масу новаторських ідей: краплеподібний обтічний кузов, форма рами повністю повторює форму кузова, мотор W6 з верхнім розташуванням клапанів, який, до того ж, знаходився у базі, таким чином авто стало першим у світі з центральним розташуванням мотора, гнуте скло (вперше у світі серійно), цільноштамповані колеса і така дрібниця, як підсвічування номера.
Але продажі автомобіля не йшли, всього вдалося продати близько 100 автомобілів. По-перше, дизайн був нетиповим для того часу, по-друге, виникли проблеми з керуванням і перегрівом мотора, бо він перебував у задній частині, а повітря там було розряджене, то радіатори не справлялися з функціями, покладеними на них, був відсутній багажник.
Мотор будував Siemens & Halske, двигун мав конструкцію W6 об'ємом в 2.6 л і розвивав 27 кВт, коробка передач мала 3 передачі, обтічний кузов дозволяв розганятися машині до 110 км на годину.

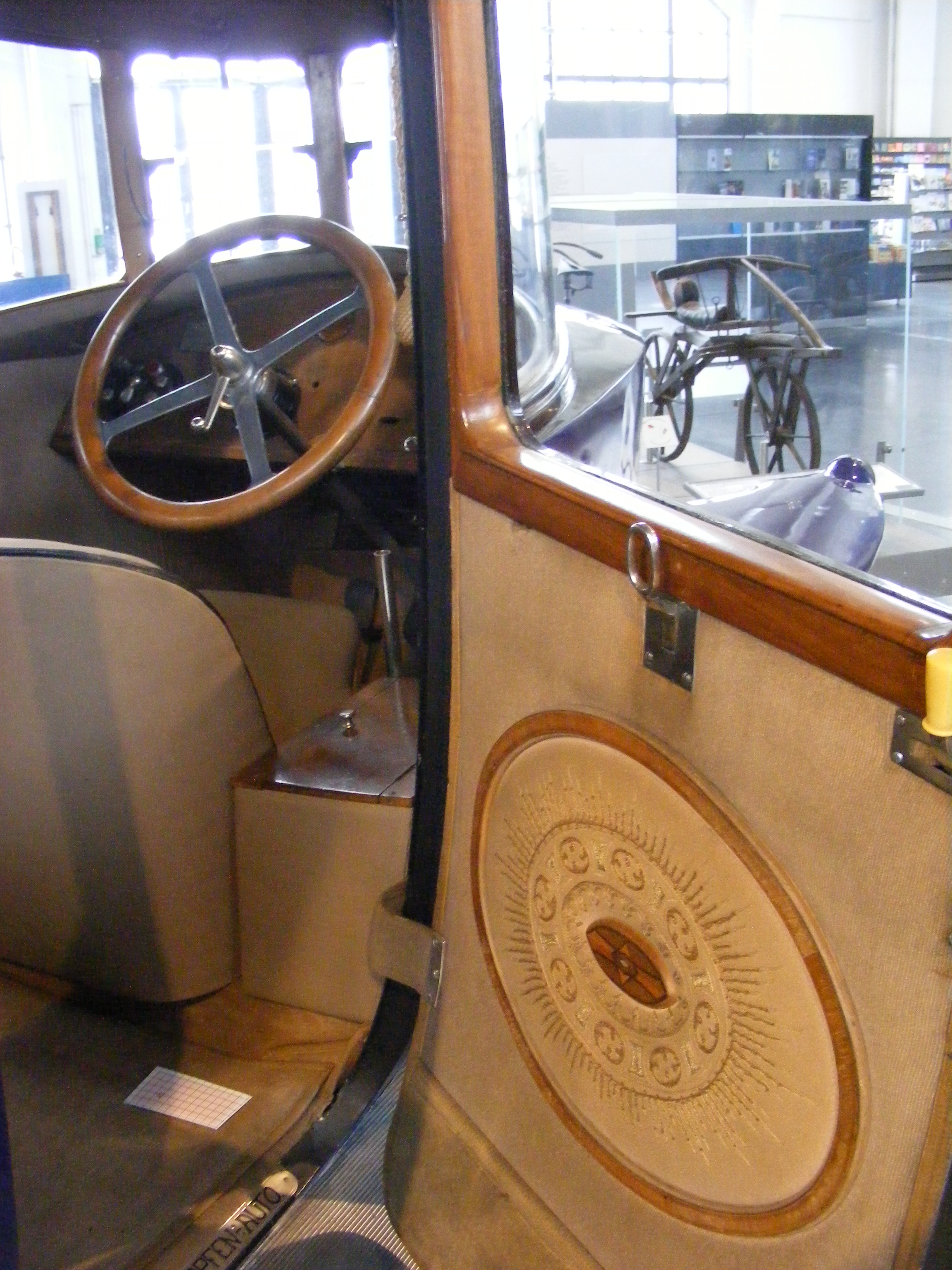
Водійське місце в Rumpler Tropfenwagen

У салоні теж була своя фішка, так водій сидів посередині, за ним було 2 ряди сидінь для пасажирів.
У 1924 році Румплер модернізує машину, з'являється 4-циліндровий мотор 2.6 л потужністю 37 кВт, базу збільшили для збільшення пасажиромісткості, бо основними покупцями автомобілів були таксисти.
У 1925 році Едмунд Румплер припинив випускати своє дітище, що не заслужило визнання у масового покупця.

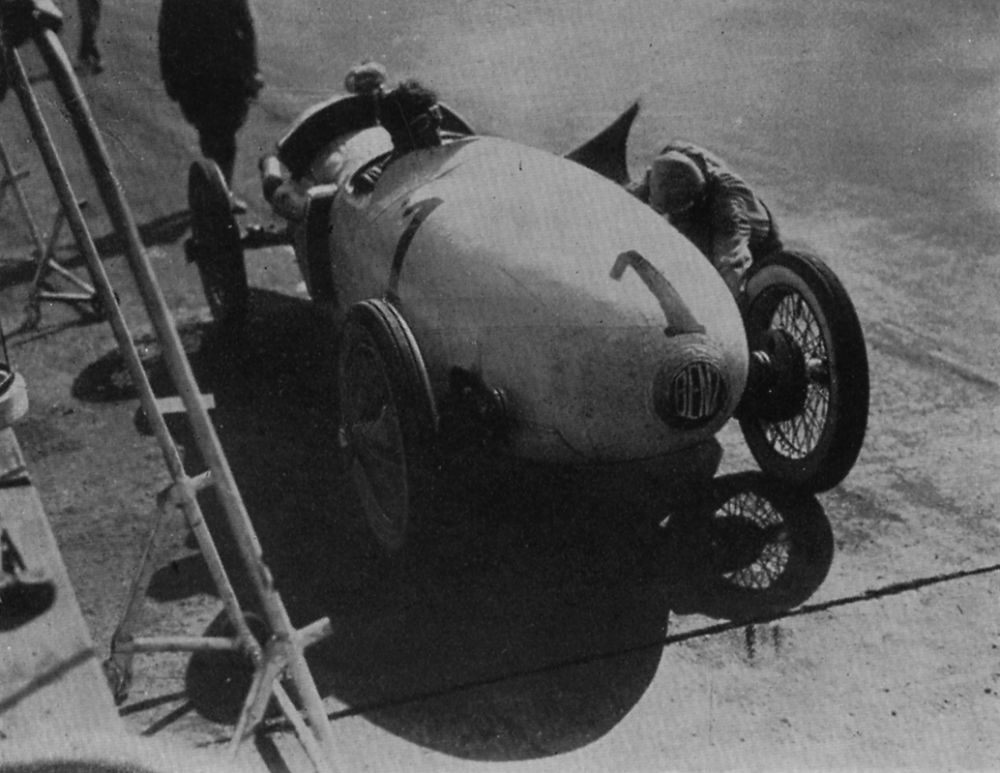
Benz Tropfenwagen

Тим не менш, Ганц Нібель, провідний конструктор Бенца, надихається цією машиною, і в 1923 році вмовляє своє начальство купити ліцензію на авто. Він будує гоночний автомобіль на базі «Румплера», зробивши таким чином перший гоночний автомобіль з центральним розташуванням мотора.
Пізніше, в 30-их роках «Ауто Юніон» почне будувати свої боліди по конструкції Румплера, що не дивно, майже весь конструкторський склад переходить в той час на роботу в «АЮ».
Що стосовно «Тропфенвагена», то крім кузовів седан випускалися й інші варіанти кузовів, наприклад, відкриті.
У 1978 році один із двох збережених автомобілів взяли з технічного музею і відвезли на продувку в аеродинамічну трубу концерну Volkswagen. Виявилося, що машина має опір в 0,28 Cx, такий показник Volkswagen зміг досягти тільки в 1988 році на своєму «Пасаті».
До речі, ці незвичайні легковики засвітилися і в кіно. У 1927 році виходить у світ кіно «Метрополіс», в якому в кінці народ спалює відразу два «Румплера».

## Припинення автомобільного виробництва. Закриття компанії
У 1926 році Румплер продає свої автомобільні виробничі потужності, щоб зосередитися на літаках. Але наприкінці 20-х років повертається до конструювання автомобілів, щоб ще раз здивувати публіку. У 1929 він представляє передньопривідну вантажівку з обтічним кузовом, модель назвали RuV29, машина мала 6-циліндровий мотор «Майбах» потужністю в 90 сил. Підлога автомобіля була встановлена максимально низько, тому що привід був переднім. Повна вага вантажівки становила 10 тонн, а максимальна швидкість, яку він розвивав, становила 100 км на годину.

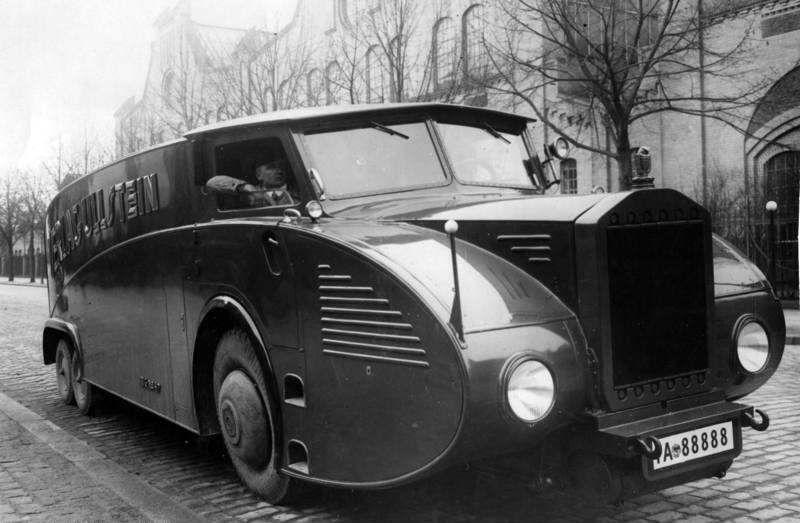
Rumpler RuV31

Через два роки з'являється поліпшена версія з 12-циліндровим мотором «Майбах» потужністю в 150 сил — RuV31.
12-циліндровий автомобіль розвивав швидкість набагато більше 100 км на годину, але фірма «Контіненталь», яка випускала покришки, могла гарантувати тільки 100 км на годину для своєї продукції, за яку, до речі, просили нереальні гроші, що робило нерентабельним масове виробництво цих вантажних автомобілів. Обидві вантажівки використовувалися у видавництві Ullstein для експрес доставки преси в інші міста. На жаль, під час бомбардувань 1943 року обидві вантажівки загинули.

## Список автомобілів Rumpler
- 1921 — Rumpler Tropfenwagen
- 1929 — Rumpler RuV29
- 1931 — Rumpler RuV31